# Quinto Flávio Egnácio Plácido Severo
[Quinto Flávio Egnácio] Plácido Severo (em latim: Quintus Flavius Egnatius Placitus Severus) foi um oficial romano do século IV, ativo sob os imperadores Valentiniano I (r. 364–375) e Valente (r. 364–378). Era filho de Loliano Mavórcio e irmão de Quinto Flávio Mésio Cornélio Egnácio Severo Loliano. Segundo duas inscrições de Roma (VI 1757=37112=D 1232 e D 8948), era homem claríssimo e vigário urbano. Ele casou-se com Antônia Marcianila.